# SPV (기업)
SPV는 독일 니더작센주 하노버의 레코드 레이블이다. 1984년 1월 1일에 만프레드 슈츠가 설립하였다. 록과 헤비메탈을 중심으로 한 라인업으로 1980년대의 메탈 열풍을 타고 성장하였다. 록 이외의 장르의 아티스트도 있으며 2002년 기준으로 6,500개 이상의 작품을 취급하였고, 유럽에서 영향력 있는 레이블로 성장했지만, 2009년에 도산 후 재건을 목표로 활동하였다.
여러 서브레이블을 운영하고 있는데, 스팀헤머(헤비 메탈, 하드 록), 롱 브랜치 레코드(얼터너티브 록, 인디 록, 프로그레시브 록, 프로그레시브 메탈, 메탈코어), 오블리비언(다크웨이브, 고딕 록), SPV 레코딩(팝 음악, 록 음악), 캐시 머신 레코드(힙합 음악)이 있다.
2020년 11월, SPV는 네이팜 레코드에 인수되었다.

## 스팀해머 소속 아티스트
- 세풀투라
- 크리에이터
- 랩소디 오브 파이어
- 소돔 (밴드)
- 앙그라
- 에릭 버든
- 블랙모어스 나이트
- 화이트스네이크
- 모터헤드
- 헬로윈
- 카멜롯 (밴드)
- 아이스드 어스
- 색슨 (밴드)
- 소돔 (밴드)
- 몬스터 매그닛
- 타입 오 네거티브
- 주다스 프리스트

## 브랜치 레코드 소속 아티스트
- 에버라스트 (음악가)
- 카이저 치프스